# Hedin Mobility Group
Hedin Mobility Group AB, tidigare I.A. Hedin Bil AB, är en svensk bilhandelskoncern med verksamhet i ett flertal europeiska länder. Verksamheten består av import och distribution av fordon och reservdelar, återförsäljning av fordon samt tillhandahållande av fordonsrelaterade mobilitetstjänster. Ägare och VD är Anders Hedin. Hedin Group hade 2023 en omsättning om cirka 81,7 miljarder kronor.

## Historik

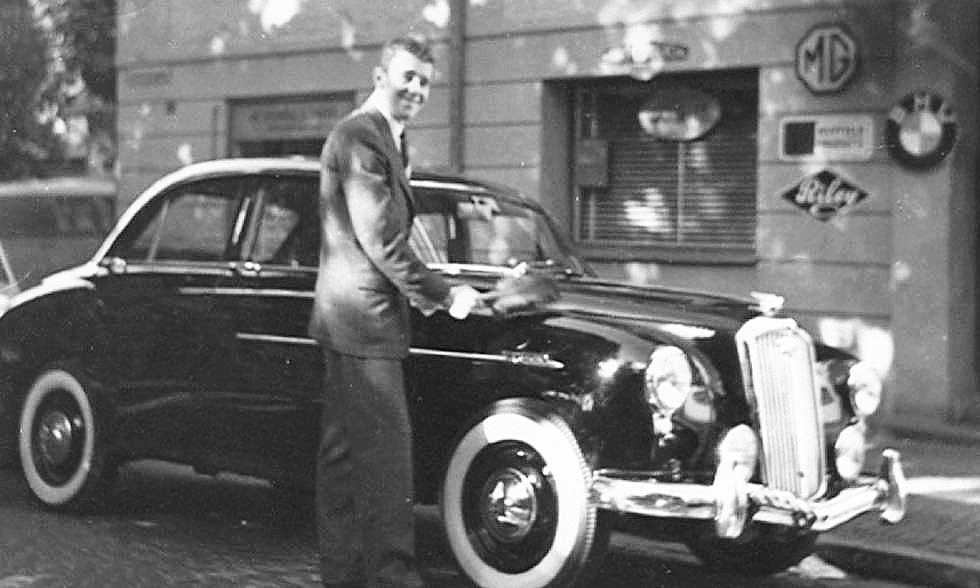
Ingemar Hedin 1955.

Historien om Hedin Mobility Group börjar på 1950-talets mitt när Ingemar Hedin arbetade som bilförsäljare och gjorde karriär inom bilbranschen. Företaget I.A. Hedin Bil grundades 1985 i Borås av Ingemar Hedin och hans son Anders när man tog över Philipsons gamla anläggning. Vid starten var Hedin återförsäljare för bilmärkena Mercedes-Benz och Nissan.  På 1990-talet följde förvärv av bilanläggningar i bland annat Helsingborg, Ängelholm, Halmstad och senare även Göteborg och Kungsbacka. I början av 2010-talet växte Hedin Bil genom uppköp, nybyggnader och upprustningar av bilanläggningar runtom i Sverige.
I slutet av 2010-talet och början av 2020-talet expanderade Hedin-koncernen till fler geografiska marknader och affärsområden. Man etablerade sig som återförsäljare i Norge, Belgien och Schweiz, blev utsedd till svensk importör och distributör för Ford och MG, samt växte affären med fordonsrelaterade mobilitetstjänster. 2014 köpte de Mabi hyrbilar.
2021 gjordes en omstrukturering av Hedin-koncernen varefter namnet ändrades från I.A. Hedin Bil till det nuvarande.
År 2022 innebar betydande expansion genom förvärven av återförsäljargrupperna Stern, Laakkonen, Motor-Car Group samt Orio AB som tillverkade Saab Original-reservdelar. Tillsammans med förvärvade de även RN Nordic som är importör för Renault, Dacia och Alpine i Sverige och Danmark.
Expansionen fortsatte under 2023 med förvärv av återförsäljargrupperna Delta Auto, Torpedo Gruppe, Stephen James Group samt Janssen Kerres och Renova. Samma år köpte gruppen dessutom fälgrenoveringsspecialisten RRT.
2024 förvärvades återförsäljargruppen Dubbelsteyn samt IVECO:s nordiska distributions- och retailverksamhet. 

## Verksamhet

### Distribution
Koncernen importerar och distribuerar fordon, tillbehör, däck, fälgar och reservdelar via ett flertal dotterbolag. Inom fordon är koncernen importör/distributör för följande bilmärken:
- Alpine - Sverige, Danmark (via det hälftenägda RN Nordic AB)
- BYD - Sverige
- Corvette - kontinentala Europa
- Dacia - Sverige, Danmark (via det hälftenägda RN Nordic AB)
- Dodge - ett flertal europeiska marknader
- RAM - ett flertal europeiska marknader
- Ford - Sverige (samt modellen Ford F-150[19] till ett flertal europeiska marknader)
- Hongqi - Sverige och Nederländerna
- INEOS Grenadier - ett flertal europeiska marknader
- IVECO -  Sverige, Norge, Finland och Danmark [20]
- MG - Sverige
- Renault - Sverige, Danmark (via det hälftenägda RN Nordic AB)
- XPENG - Schweiz[21], Slovakien och Tjeckien[22]

### Försäljning
Koncernen har återförsäljarnätverk i Sverige, Norge, Finland, Danmark, Nederländerna, Belgien, Luxemburg, Schweiz, Tyskland, UK, Ungern, Slovakien och Tjeckien. Försäljningen omfattar ett flertal olika märken.
Under 2024 samlade gruppen sin svenska återförsäljardivision, bestående av de två varumärkena Hedin Bil och Bavaria, under det gemensamma varumärket Hedin Automotive.